# So weit die Füße tragen

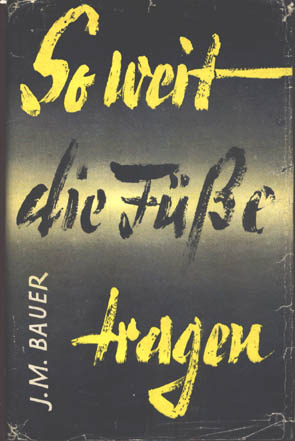
Frühe Ausgabe von So weit die Füße tragen

So weit die Füße tragen ist ein 1955 zum ersten Mal veröffentlichter Roman von Josef Martin Bauer (1901–1970) um einen deutschen Kriegsgefangenen, der nach dem Zweiten Weltkrieg 1949 aus einem ostsibirischen Gefangenenlager flieht und eine abenteuerliche Flucht nach Hause antritt.
Der Roman war Vorlage eines gleichnamigen sechsteiligen Fernsehfilms von 1959, der zu einem der ersten Straßenfeger des deutschen Fernsehens wurde, eines Kino-Filmdramas (2001) und eines Hörspiels.

## Handlung
Das Buch erzählt die Geschichte des deutschen Soldaten Clemens Forell, der 1945 in der Lubjanka in einem Massenprozess zu 25 Jahren Zwangsarbeit verurteilt wird. Forell ist einer von 3,5 Millionen deutschen Kriegsgefangenen in der Sowjetunion. Die Erzählung beginnt im westsibirischen Omsk. Forell und seine Kameraden befinden sich seit dem 24. Oktober 1945 in einem Güterzug auf einem Gefangenentransport nach Tschita.
Dort kommen von den ca. 3200 Personen nur 1950 lebend an, der Rest ist erfroren, an Typhus gestorben oder verhungert. Von dort geht es erst mit Hundeschlitten, dann zu Fuß weiter bis in den äußersten Nordosten der Sowjetunion bis zum Kap Deschnjow an der Beringstraße, welches von Omsk ca. 5370 km Luftlinie entfernt ist. Die 1236 Überlebenden des Gewaltmarsches leben und arbeiten in den Stollen eines Bleibergwerkes. Bauer schildert ausführlich die Lebensumstände der Menschen, die kaum das Tageslicht zu sehen bekommen. Immer wieder wird von Flucht gesprochen. Nachdem die Amerikaner den Gefangenen Willi Bauknecht, dem die Flucht nach Alaska gelungen war, wieder ausgeliefert haben, wird klar, dass nur der fast aussichtslose Weg durch die Weiten Sibiriens bleibt.
Als sich Clemens Forell 1949 wegen einer schweren Erkrankung im Lazarett befindet, erwachen in ihm neue Fluchtgedanken. Unterstützt von dem krebskranken Lagerarzt Dr. Heinz Stauffer, der ursprünglich selbst fliehen wollte, gelingt ihm im Oktober die Flucht aus dem Lager. Die erste Zeit ist er ganz allein. Eines Nachts wird er von Rentierhirten gefunden. Zunächst ist er misstrauisch, aber nach einiger Zeit fasst er Vertrauen und schließt Freundschaft. Fast ein ganzes Jahr zieht er mit drei russischen Strafgefangenen, die aus einem Goldbergwerk im Kolymagebirge geflohen sind, durch Ostsibirien. Zunächst schürfen sie heimlich Gold, weil in diesem Teil Russlands nur Gold und Machorka einen echten Wert haben. Bei Winteranfang verlassen sie die Schürfstelle und ziehen ins Tal, stehlen sechs Rentiere und gelangen zur Station eines Vermessungstrupps. Dort geben sich die vier als Jäger aus, denen ihre Schlitten abhandengekommen sind. Der Kommandant Lederer, welcher später selbst im Goldbergwerk landet, genehmigt ihnen, obwohl keiner der vier einen Pass besitzt, schriftlich eine neue Ausrüstung, die sie zum Frühjahr von ihren erbeuteten Fellen zu bezahlen haben.
Ein verheimlichter Goldklumpen führt zu einer tödlichen Auseinandersetzung, bei der zwei der Russen sterben und Forell vom Todesschützen ohne Waffen zurückgelassen wird. Er wird von Wölfen angefallen und von Jakuten gerettet, die ihm mit Nahrung, Kleidung und einem Hund weiterhelfen. Zu diesem Zeitpunkt befindet er sich in der Nähe der Stadt Ajan am Ochotskischen Meer. Er erfährt vom Jakuten Kolka das Schicksal seines letzten Begleiters und dass die Russen ihn suchen, aber eigentlich für tot halten.
Es gelingt ihm, eine Eisenbahnlinie zu erreichen und mit einem Holztransport, der ca. 1600 km zurücklegt, nach Ulan-Ude zu gelangen, wobei er sich als entlassener baltischer Sträfling namens Lemengin ausgibt, der seinen Pass, ohne den man in der Sowjetunion nicht weit kommt, in Tschita von einem Vorgesetzten abholen soll. Man steckt ihn allein in einen Zug nach Tschita, weil er inzwischen für einen Volltrottel gehalten wird. Forell wechselt dann aber den Zug und fährt in die Gegenrichtung. Von Ulan-Ude erreicht er die Grenze zur Mongolei, vermutlich in der Nähe von Kjachta und Süchbaatar. Ein Fluchtversuch über diese stark bewachte Grenze misslingt, sein Hund Willem wird dabei erschossen.
Ein Waldarbeiter deutscher Abstammung rät ihm, weiter nach Westen zu gehen und die Flucht über den Iran zu versuchen. Fast ohne Hoffnung geht er weiter. Vor allem durch Diebstahl von Lebensmitteln überlebt er. Über Abakan gelangt er nach Kasalinsk. Als er beginnt, sich mit einem Leben in der Sowjetunion abzufinden, trifft er auf den armenischen Juden Igor, der bereit ist, ihm zu helfen. Er hat zu einer Gruppe von Schmugglern Kontakt, die illegal Waren und manchmal auch Menschen in den Iran bringen. Er schickt Forell nach Uralsk, wo er Kontakt mit den Schmugglern aufnimmt. Über Nowoalexandrowsk und Grosny, quer durch den Kaukasus, erreicht er die Grenze.
Durch eine Furt in einem Grenzfluss gelangt er auf iranisches Staatsgebiet. Als er einige Tage später Täbris erreicht, stellt er sich den dortigen Behörden. Diese wollen ihm seine Geschichte nicht glauben und halten ihn für einen russischen Spion. Er wird verhaftet. Erst mit Hilfe seines Onkels Erich Baudrexel, der ihn zunächst nicht wiedererkennt, aber letztlich anhand von alten Familienfotos identifiziert, wird er freigelassen. Über Ankara, Istanbul und Rom fliegt er nach München, wo er am 22. Dezember 1952 wieder in der Heimat ankommt, durch die Erlebnisse aber seelisch und körperlich gebrochen.

## Historischer Hintergrund
Der Roman basiert auf dem Erlebnisbericht eines früheren Wehrmachtangehörigen und Kriegsgefangenen, dessen Identität der Autor Josef Martin Bauer vertragsgemäß geheim hielt. Es handelt sich dabei um Cornelius Rost (1919–1983). Im Rahmen von Recherchen zum 100. Geburtstag Bauers wurden durch die Verlegerfamilie Ehrenwirth Tonbandaufnahmen zugänglich gemacht, in denen Rost im Januar 1955 seine Geschichte schildert, die für Bauer die Basis für die Verfassung des Romans darstellte. Umfangreichere Nachforschungen zu Details dieser Aufnahmen lassen Zweifel an der historischen Authentizität der geschilderten Ereignisse aufkommen. So habe sich beispielsweise im geschilderten Zeitraum kein Kriegsgefangenenlager am Kap Deschnjow befunden. In einem dreistündigen Radiofeature berichtet Arthur Dittlmann, ein Journalist beim Bayerischen Rundfunk, über die Entstehungsgeschichte des Romans. So stellte das Stadtarchiv München auf seine Anfrage fest, dass Cornelius Rost, der laut Deutscher Dienststelle kein Offizier, sondern Mannschaftsdienstgrad gewesen war, nach den Unterlagen des Münchener Einwohnermeldeamts bereits am 28. Oktober 1947, aus sowjetischer Kriegsgefangenschaft entlassen, wieder nach München zurückgekehrt war. Somit konnte er unmöglich zwei Jahre später die drei Jahre andauernde Flucht aus einem ostsibirischen Lager angetreten haben.
Rost/Bauer unterbreiten in dem Roman dem wegen der Enthüllung der NS-Verbrechen und wegen der Kriegsniederlage nicht selten beschämten deutschen Leser verschiedene sozialpsychologische Entlastungsangebote, die einen Gutteil des Erfolges von So weit die Füße tragen sicherten. Auch der Zeitgeist des Kalten Krieges war der Rezeption des Romans günstig, was sich am etwa zeitgleichen Erfolg von Hans Hellmut Kirsts 08/15-Romantrilogie (veröffentlicht 1954–55) sowie von einer Vielzahl einschlägiger Illustrierten-Storys ablesen lässt. Zu den Entlastungsangeboten dieser Veröffentlichungen wie auch des Romans So weit die Füße tragen zählte zunächst der saubere, anständige deutsche Soldat, grundsätzlich den Nazis gegenüber skeptisch bis ablehnend eingestellt, im Grunde ein Kulturträger in Feindesland, der auch seine Wirkung auf Frauen nicht verfehlt. Sozialpsychologisch entlastend wirkte auch der Gegensatz zwischen dem gewöhnlichen Russen, gutherzig, hilfsbereit und kindlich-beschränkt, und seinen grausamen Unterdrückern in Partei, Geheimdienst und Militär, die gern als Asiaten gezeichnet sind. Schließlich bediente auch die Schilderung der Rettung von Juden durch deutsche Soldaten ein immer wieder anzutreffendes Wunschdenken: Im Tonbandprotokoll behauptete Rost, der Jude, der in Sibirien an ihn herangetreten sei (um ihm als Angehörigen einer sogenannten Kulaki-Untergrundorganisation zu helfen), habe als einziger seiner Familie ein Anfang 1943 – kurz nach Stalingrad – vom sowjetischen Regime veranstaltetes Pogrom überlebt. Bauer sah allerdings davon ab, diese Aussage und die sämtlichen antisemitischen Klischees entsprechende Beschreibung des Juden durch Rost in den Roman zu übernehmen bzw. glättete hier erheblich.

## Verbreitung
Der Roman wurde in 15 Sprachen übersetzt.
Nach Christian Adams Untersuchung zu Bestsellern bis ca. 1960 stand der Roman damals in der BRD auf Platz 6 der meistverkauften Bücher.

## Adaptionen

### Hörspiel
Der Roman war auch Vorlage für ein gleichnamiges Hörspiel. Es wurde 1956 vom WDR in acht Teilen produziert. Regie führte Franz Zimmermann. Die wichtigsten Sprecher waren:
- Raoul Wolfgang Schnell (Erzähler)
- Alf Marholm (Beschreiber)
- Wolfgang Wahl (Clemens Forell)
- Kurt Lieck (Doktor Heinz Stauffer)
- Walter Richter (Leibrecht)
- Hansjörg Felmy (Heinz Dechant)
- Karl Heinz Bender (Willi Bauknecht)
- Georg Hünseler (Alfons Mattern)
- Heinz Schacht (Danhorn)
- Norbert Kappen: Hägelin
- Alwin Joachim Meyer: Sowjetischer Offizier
- Frank Barufski: Wachsoldat
- Kurt Beck (Laatmai)
- Heinz Schimmelpfennig (Grigorij)
- Rudolf Therkatz (Anastas)
- Siegfried Siegert (Semjon)
- Kaspar Brüninghaus (Genosse Lederer)
- Hannes Messemer (Kolka)
- Bernd M. Bausch (Direktor einer Waggonfabrik in Ulan-Ude)
- Laczi Hillinger (Leopold Meßmer)
- Alfred Balthoff (Igor)
- Heinz von Cleve (Iranischer Oberst)
- Wilhelm Pilgram (Erich Baudrexel)
- Hans Pabst (Arzt)

In den 1960er Jahren wurden die Bänder vom WDR versehentlich gelöscht. Das Produktionsblatt mit Angaben zu den Mitwirkenden entstammt dem Deutschen Rundfunkarchiv in Frankfurt.

### Verfilmungen
1959, vier Jahre nach Erscheinen des Buches, wurde der Stoff von Fritz Umgelter werkgetreu für das Fernsehen in einem Sechsteiler erstmals verfilmt.
Eine zweite Verfilmung aus dem Jahre 2001 von Hardy Martins weicht erheblich von der Vorlage des Buches ab.

## Ausgaben
- Josef Martin Bauer: So weit die Füße tragen, Ehrenwirth, München 1955, 51. Auflage 2006, ISBN 3-431-02718-0